# Bergdietikon
Bergdietikon é uma comuna da Suíça, no Cantão Argóvia, com cerca de 2.276 habitantes. Estende-se por uma área de 5,94 km², de densidade populacional de 383 hab/km². Confina com as seguintes comunas: Bellikon, Dietikon (ZH), Rudolfstetten-Friedlisberg, Spreitenbach, Urdorf (ZH), Widen.
A língua oficial nesta comuna é o Alemão.